# Режим контролю ракетних технологій
Режим контролю ракетних технологій (РКРТ, в англомовній термінології MTCR; англ. Missile Technology Control Regime) — це неформальна асоціація країн, уряди яких домовилися дотримуватися відповідних правил у галузі нерозповсюдження ракетного обладнання та технологій подвійного використання. Режим було створено у 1987 році країнами «Великої сімки» (G-7).
РКРТ не є договором і не накладає юридично обов’язкових зобов’язань на учасників. Натомість це неформальне політичне порозуміння між державами, які прагнуть обмежити розповсюдження ракет і ракетних технологій.

## Історія створення
РКРТ утворено в 1987 році. До складу учасників РКРТ входять 35 країн. Режим було створено як додатковий захід до механізмів, передбачених Договором про нерозповсюдження ядерної зброї.
На нараді в 1992 році учасники погодилися розширити сферу дії РКРТ на ракети, які спроможні бути носіями хімічної та біологічної зброї. Україна з 1995 року впровадила на національному рівні процедури, передбачені принципами діяльності РКРТ та відповідні Списки товарів, але фактично набула членства в цій організації лише в 1998 році.
Під час засновницького Пленарного засідання 1987 року були прийняти наступні керівні принципи РКРТ:
- обмеження ризику розповсюдження зброї масового ураження;
- введення обмежень на предмети, що являють собою обладнання або технологію РКРТ;
- при оцінці заявок зважати на умови майбутнього використання товарів;
- уважне вивчення та контроль процесу передач товарів згідно з національним законодавством;
- гарантії Уряду-імпортера;
- обмін відповідною інформацією з іншими Урядами, щодо передач товарів;
- прихильність всіх держав до цих Керівних принципів в інтересах міжнародної безпеки та миру вітатиметься.

### Приєднання Індії до РКРТ
27 червня 2016 року Індія офіційно приєдналася до Режиму контролю за ракетними технологіями. Індія стала 35 країною, яка приєдналась до РКРТ. Приєднання дозволить Індії експортувати та імпортувати ракети. Приєднання у 2015 році не вдалося через заперечення Італії.

### Перегляд трактування щодо БПЛА
У 2020 році уряд США оголосив, що перегляне своє трактування впровадження РКРТ, щоб прискорити продажі безпілотних літальних апаратів (БПЛА) іншим країнам. Оновлена політика США передбачає нове тлумачення застосування РКРТ до дронів, які літають зі швидкістю менше ніж 800 кілометрів на годину, зокрема до безпілотників Predator і Reaper (виробництва General Atomics) та Global Hawk (виробництва Northrop Grumman).

## Керівні принципи та Додаток щодо обладнання, програмного забезпечення і технологій
Документи Режиму включають Керівні принципи РКРТ та Додаток щодо обладнання, програмного забезпечення і технологій. Керівні принципи визначають мету РКРТ і забезпечують загальну структуру та правила для керівництва країнами-учасницями, а також тими, хто дотримується принципів в односторонньому порядку. Додаток щодо обладнання, програмного забезпечення і технологій призначений для сприяння впровадженню експортного контролю за товарами, включеними до цього додатка.
Додаток поділяється на Категорію I та Категорію II. Він охоплює широкий спектр обладнання та технологій, як військового, так і подвійного використання, які мають відношення до розробки, виробництва та експлуатації ракет. Країни-партнери дотримуються принципу стриманості при розгляді всіх трансферів товарів, що містяться в Додатку. Усі такі трансфери розглядаються на індивідуальній основі.
Найбільші обмеження застосовуються до товарів Категорії I. До них належать:
- Повні ракетні системи (включаючи балістичні ракети, ракети-носії для космічних запусків і метеорологічні ракети);
- Системи безпілотних літальних апаратів (включаючи крилаті ракети, безпілотні цілі та розвідувальні дрони), якщо вони перевищують поріг 300 км дальності або 500 кг корисного навантаження;
- Виробничі потужності для таких систем;
- Основні підсистеми, зокрема ступені ракети, апарати повторного входу, ракетні двигуни, системи наведення та механізми боєголовок.

Категорія II охоплює всі інші повні ракетні системи та безпілотні літальні апарати, які не підпадають під Категорію I, але мають максимальну дальність польоту 300 км або більше. До неї також входить широкий спектр обладнання, матеріалів і технологій, більшість з яких можуть мати інші застосування, окрім створення ракет, здатних доставляти зброю масового ураження (ЗМУ). Хоча країни-партнери також дотримуються принципу стриманості щодо трансферів товарів Категорії II, вони мають більшу гнучкість при розгляді таких заявок.
Керівні принципи РКРТ чітко зазначають, що Режим не спрямований на обмеження національних космічних програм або міжнародної співпраці в цій сфері, якщо такі програми не сприяють розповсюдженню систем доставки зброї масового ураження. Водночас партнери РКРТ уважно ставляться до передачі технологій та обладнання для ракет-носіїв супутників (SLV), оскільки технологія, що використовується у SLV, практично ідентична тій, що застосовується у балістичних ракетах, що створює ризик розповсюдження ракетних технологій.

## Країни-члени РКРТ

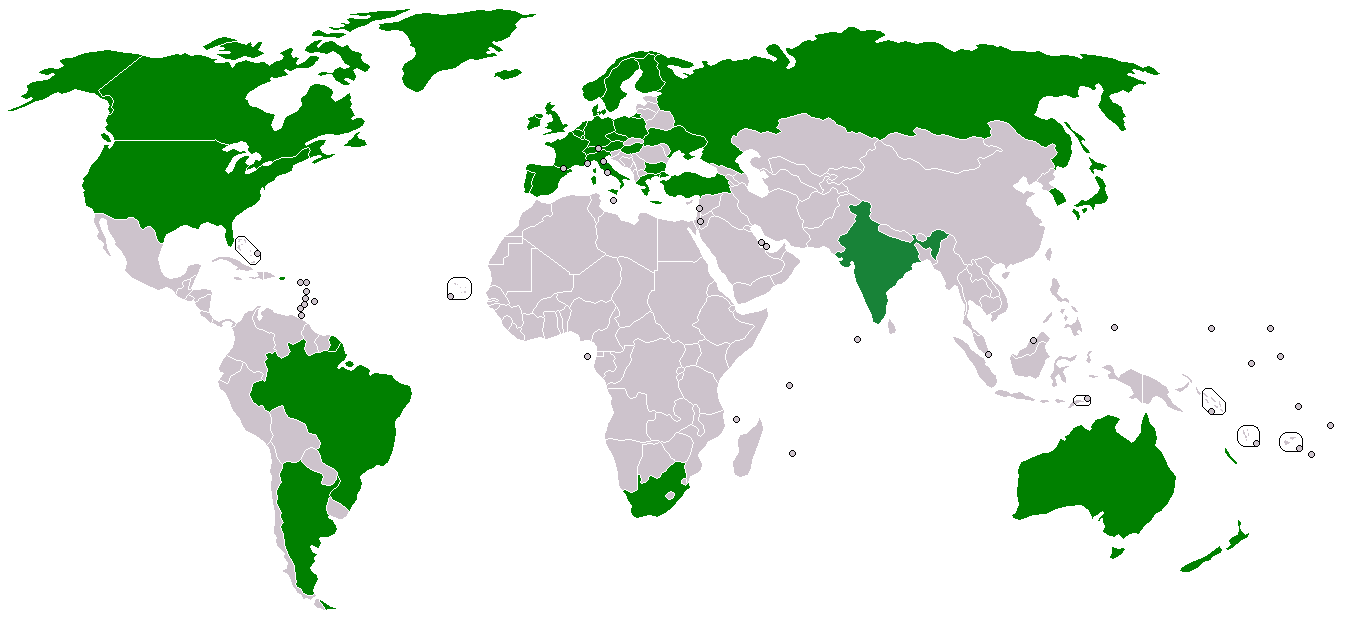
Країни-члени РКРТ

До асоціація контролю за нерозповсюдженням ракетних технологій (РКРТ) входять 35 країн-членів:
- Австралія, 1990[9]
- Австрія, 1991[9]
- Аргентина, 1993[9]
- Бельгія, 1990[9]
- Болгарія, 2004[9]
- Бразилія, 1995[9]
- Велика Британія, 1987[9]
- Греція, 1992[9]
- Данія, 1990[9]
- Індія, 2016[9]
- Ірландія, 1992[9]
- Ісландія, 1993[9]
- Іспанія, 1990[9]
- Італія, 1987[9]
- Канада, 1987[9]
- Корея, 2001[9]
- Люксембург, 1990[9]
- Нідерланди, 1990[9]
- Німеччина, 1987[9]
- Нова Зеландія, 1991[9]
- Норвегія, 1990[9]
- ПАР, 1995[9]
- Польща, 1997[9]
- Португалія, 1992[9]
- Росія, 1995[9]
- США, 1987[9]
- Туреччина, 1997[9]
- Угорщина, 1993[9]
- Україна, 1998[9]
- Фінляндія, 1991[9]
- Франція, 1987[9]
- Чехія, 1998[9]
- Швейцарія, 1992[9]
- Швеція, 1991[9]
- Японія, 1987[9]

## Участь України в РКРТ

### Зобов'язання України в рамках РКРТ
Приєднавшись до РКРТ Україна взяла на себе наступні зобов'язання:
- утримуватися від експорту компонентів засобів доставки зброї масового ураження (Категорія 1) у країни — не учасниці РКРТ;
- утримуватися від експорту товарів, що можуть бути використані при розробці та створенні засобів доставки зброї масового ураження (Категорія 2), якщо в аналогічному експорті було відмовлено однієї з країн — учасниць РКРТ, без попередніх консультацій з урядом цієї країни-учасниці[2].

### Участь представників України в Пленарних засіданнях РКРТ
17-26 жовтня 2012 року, у м. Берлін, Федеративна Республіка Німеччина, проводилося засідання, на яке було відряджено представників України згідно з розпорядженням президента за № 190/2012-рп від 09.10.2012.
5-9 жовтня 2015 року, у м. Роттердам, Королівство Нідерланди, проводилося засідання, на яке було відряджено представників України згідно з наказом президента № 566/2015.